# Messor
Messor é um gênero de insetos, pertencente a família Formicidae.